# Xã Oran, Quận Fayette, Iowa
Xã Oran (tiếng Anh: Oran Township) là một xã thuộc quận Fayette, tiểu bang Iowa, Hoa Kỳ. Năm 2010, dân số của xã này là 760 người.